# Dlouhá Ves, Klatovy
Dlouhá Ves là một làng thuộc huyện Klatovy, vùng Plzeňský, Cộng hòa Séc.